# Ilattia rufa
Ilattia rufa är en fjärilsart som beskrevs av Bethune-Baker 1906. Ilattia rufa ingår i släktet Ilattia och familjen nattflyn. Inga underarter finns listade i Catalogue of Life.